# Київський коледж міського господарства
Ки́ївський ко́ледж місько́го господа́рства АМУ - вищий навчальний заклад державної форми власносі II рівня акредитації

## Історія
Коледж засновано в 1946 році.
У липні 1946 року Міністерство Вищої освіти СРСР видало наказ, згідно з яким технікум був перейменований на «Київський електромеханічний технікум» Міністерства комунального господарства УРСР і були визначені спеціальності, за якими технікум здійснюватиме підготовку спеціалістів. Місто було зруйновано під час війни і не вистачало приміщень, не було ні підручників, ні обладнання, ні зошитів.
Влітку 1947 року технікум отримав нову назву – «Київський технікум міського електротранспорту». Російською мовою - КТГЭТ, під такою назвою технікум був відомий всьому Радянському Союзу.
У 1953 році в технікумі було відкрито заочне, а в 1960 році – вечірнє відділення.
У 1991 році було створено науково-навчальний комплекс «Комунальник» , до складу якого увійшли Київський електротехнічний технікум, Харківський інститут інженерів міського господарства (сьогодні – Харківська національна академія міського господарства), Київське трамвайно-тролейбусне управління, Маріупольський електромеханічний технікум.
У 1998 році технікум було реорганізовано у Київський коледж міського господарства Академії муніципального управління. Були відкриті дві нові спеціальності «Експлуатація апаратури контролю навколишнього природного середовища» та «Діловодство».
З 2009 року коледж очолює Романова Маргарита Іванівна.
21 жовтня 2011 року Коледжу виповнилося 65 років від дня заснування.

## Спеціальності
- Діловодство
- Експлуатація апаратури контролю навколишнього природного середовища
- Експлуатація, ремонт та енергопостачання міського електротранспорту
- Монтаж, обслуговування засобів і систем автоматизації технології виробництва
- Обслуговування електротехнічного обладнання та автоматичного устаткування будівель і споруд
- Організація обслуговування на транспорті
- Сестринська справа
- Стоматологія ортопедична

## Партнери
- Академія муніципального управління
- КП "Київпастранс"
- Харківська національна академія міського господарства
- ПАТ "Отіс"
- АТ ХК "Київміськбуд"
- КП "Київський метрополітен"
- ПАТ "Київенерго"
- ПАТ "Київпроект"
- ПАТ "Трест "Київелектромонтаж"
- ПАТ АК "Київводоканал"